# Pagbilao
0 é um município de  primeira classe de renda municipal (d) na província Quezon, nas Filipinas. De acordo com o censo de 1 de maio  de  2020 possui uma população de 78 700 pessoas e 19 501 domicílios.